# 奧博爾尼基縣

52°39′N 16°49′E / 52.650°N 16.817°E
奧博爾尼基縣（波蘭語：Powiat obornicki），是波蘭的縣份，位於該國中西部，由大波蘭省負責管轄，首府設於奧博爾尼基，面積713平方公里，2006年人口55,976，人口密度每平方公里79人。